# 切頂八胞体
切頂八胞体（せっちょうはちほうたい、英: Truncated octachoron）とは、 四次元半正多胞体の一種である。正八胞体の頂点を切り落としたもので、三次元の切頂六面体に相当する。
- 構成立体：正四面体 16個、切頂六面体 8個
- 構成面：正三角形 64枚、正八角形 24枚
- 辺：122
- 辺形状：32の辺には切頂六面体3個が集まり、残りの96の辺には正四面体1個と切頂六面体2個が集まる。
- 頂点：64
- 頂点形状：三角錐（正四面体 1個、切頂六面体 3個）